# 日立灯台
日立灯台（ひたちとうだい）は、茨城県日立市大みか町にある白亜の灯台である。

## 概要
日立灯台は、日立港の北の古房地鼻に位置し、和ろうそくをイメージしてデザインされた。茨城海上保安部が保守・管理を行っている。灯台の付近は古房地公園として整備されている。
日立灯台は日立市民文化遺産（産業遺産）にも登録されている。
付近の灯台
- 日立港東防波堤灯台 茨城県日立港（東防波堤外端）
- 日立港南防波堤灯台 茨城県日立港（南防波堤外端）
- 日立港北防波堤灯台 茨城県日立港（北防波堤外端）

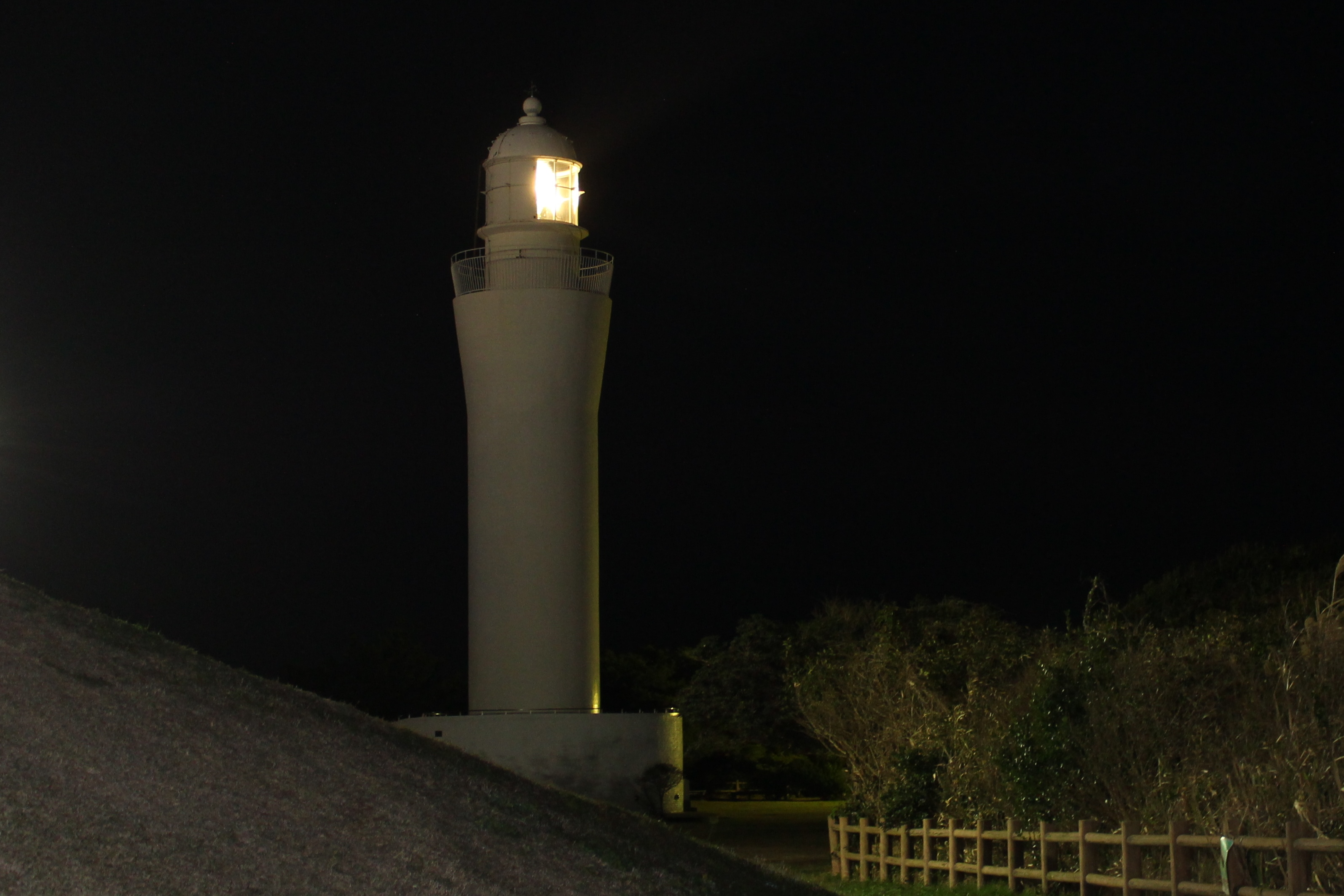
夜間点灯中

## 歴史
- 1967年（昭和42年）3月31日 初点灯[3]
- 2000年（平成12年）3月 改築

## 交通アクセス
常磐線大甕駅から徒歩15分程度。